# Жупани
Жупани́ — село в Стрийському районі Львівської області.

## Географія

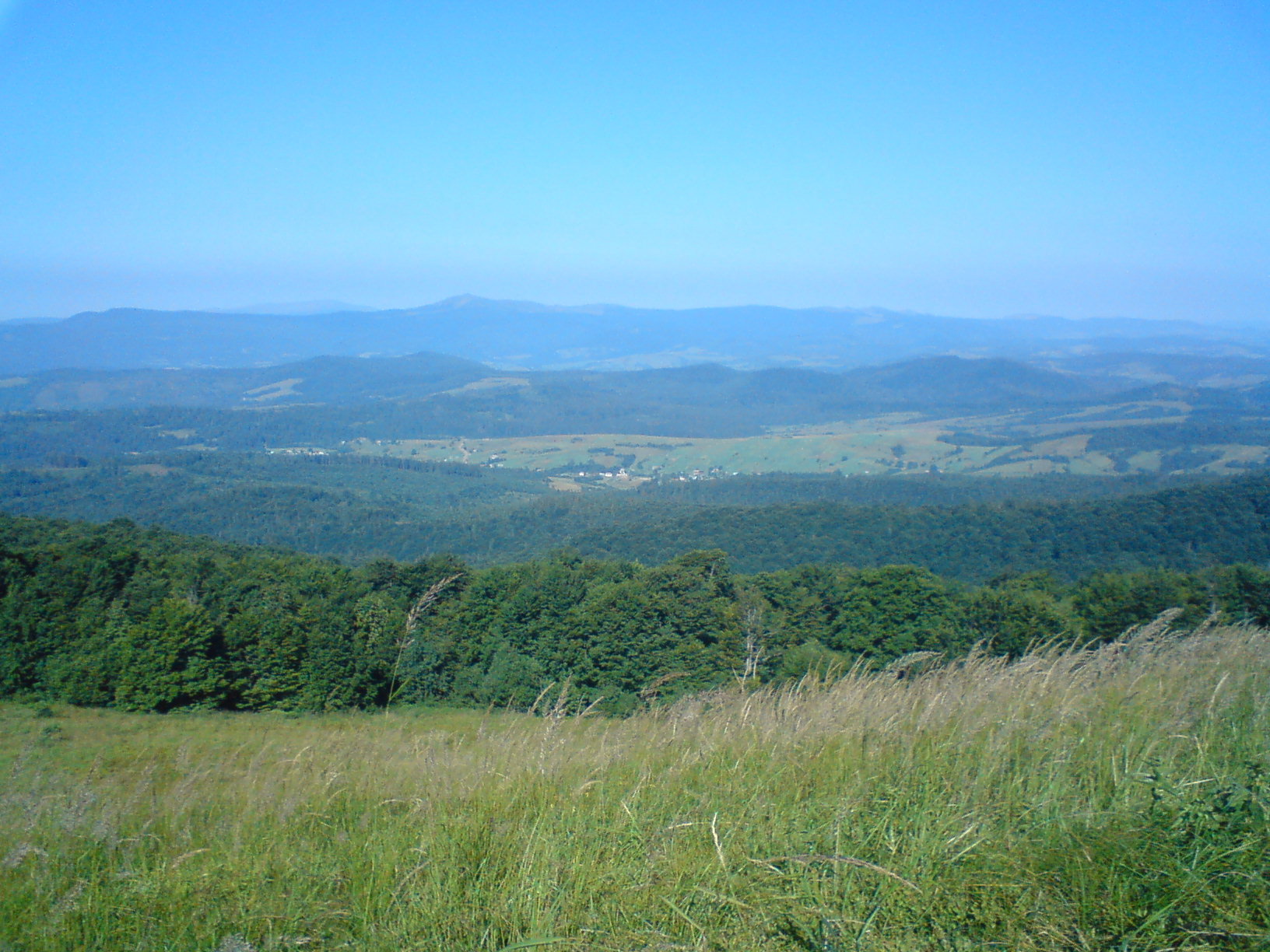
г. Пікуй (Закарпатська обл.) Вид з Жупанських полонин

Розташоване у Карпатах неподалік Середньоверецького перевалу на березі річки Стрий.
Селом протікає потік Ростока, правий доплив Стрию. На північно-західній околиці потік Язестрів впадає у Стрий

## Назва
Назва села Жупани з'явилася у 1939 р. з приходом радянської влади і є прикладом російського покруча давнього слов'янського слова Жупаня (польськ. Zupanie). Громада і сільська рада розглядають питання відновлення історичної української назви села — Жупаня. Так називається і місто на річці Сава в хорватській області Славонія (хорв. Županja). Хорвати готові надати культурну та гуманітарну допомогу українській Жупані в Карпатах.

## Історія

### Заселення та Річ Посполита
Перша письмова згадка про гірське поселення Жупаня датується 1515 роком. Назва села стала власною назвою відомого стародавнього шляхетного українського роду Жупанських, які є однією з гілок лицарського роду гербу Сас — Комарницьких. 
Історія села Жупани є класичним прикладом заселення/колонізації Карпат українцями. Наприкінці XV ст. існувало приватне поселення Жупаня (Zupanie) засноване власниками сіл Комарників, Висоцька та Матькова. Назви цих сіл також стали родовими прізвищами. Всі згадані села знаходились у графстві лицаря Ванчі Волоха, яке перейшло у спадок його синам Турчанським, що мали свої частки.
У 1558 король Речі Посполитої Зигмунд Август обмінявся з Турчанськими на Кривку і частку в Жупані, подарувавши їм Топільницю. Цей обмін дав можливість у тому ж році надати Мартину Рогозінському солтиство в Кривці і Жупані. Тиміш Рогозінський наказав привести до Кривки переселенців, надавши їм волоське право, яким користувалися місцеві мешканці. Колоністи, окрім податків які передбачені цим законом, мали ще три дні в році відпрацювати на ланах панських. У 1561 р. за підтримки короля Зигмунда Августа привілей на попівство отримав благочестивий Костя. Через десять років, а саме у 1568 р., Рогозінські з королівського дозволу передають Івашкові Кривчанському як звичайні обов'язки сільського голови, так і королівського представника (солтиса), тобто військову службу.
За короля Яна III Собеського відбулась державна перевірка і опис земель. 6 листопада 1754 р. за привілеєм курфюрста Саксонії і короля Польщі Августа III Фрідріха влада пожиттєво перейшла до Яна Яворського-Мартича. Відома орендна плата за це село, яку сплачували королю у 1760 р., а також військовий збір. 
Михайло Грушевський згадує у своїй праці, що оскільки село Жупаня знаходиться на стику трьох областей: Львівської, Івано-Франківської та Закарпатської, то Комарницькі перейшли гору і опинилися в районі Коломиї. Там вони писалися Жупанськими, де мешкають і тепер їх нащадки. В українського доктора історичних наук І.Смутка в 3-му томі про рід Комарницьких є посилання на Комарницьких-Жупанських згідно даних архівів.

### Міжвоєнний період та Друга світова війна
У 1935 році в Жупанах виник підпільний осередок КПЗУ, членами якого були С. Луцький, О. Лозинський, В. Орявський. В цьому ж році страйкували робітники заводу. Керівників страйку заарештувала поліція. 17 березня 1939 на третій день окупації Карпатської України Мадярщиною мадярські жандарми гнали на перевал через села Нижні Ворота, Верб'яж, Завадка колони полонених, переважно галичан — вояків Карпатської Січі і передали їх польській прикордонній службі, яка розмістила полонених у підвалах своїх казарм. Наступного дня, 18 березня 1939 до сходу сонця полонені біли розділені на колони, відконвойовані вліво і вправо від перевалу по лінії кордону приблизно на півтора-два кілометри і розстріляні на закарпатській стороні над селами Нова Розтока і Верб'яж, та між селами Петрусовицею, Жупанами і Лазами. Число розстріляних, за оцінками свідків, становило 500—600 полонених.Поховання виявлено на місці розташування старого австрійського артилерійського капоніра періоду Першої світової війни. У 1990 р. в пам'ять про ці події з ініціативи громади с. Жупани на хребті між Жупанами і Лазами було насипано символічну могилу і поставлено хрест із написом: «На цьому місці 18.03.1939 р. польськими пограничниками було розстріляно і похоронено 21 стрільця Карпатської Січі, котрі відстоювали незалежність від Угорщини Карпатської України, очолюваної Августином Волошиним. Слава героям. с. Жупаня. 1990».
У вересні 1939 р. селяни хлібом-сіллю зустрічали воїнів Радянської Армії. На мітингу з подякою за визволення від панського гніту виступив Ф. Хом'як, якого під час Другої світової війни вбили українські націоналісти.

## Населення

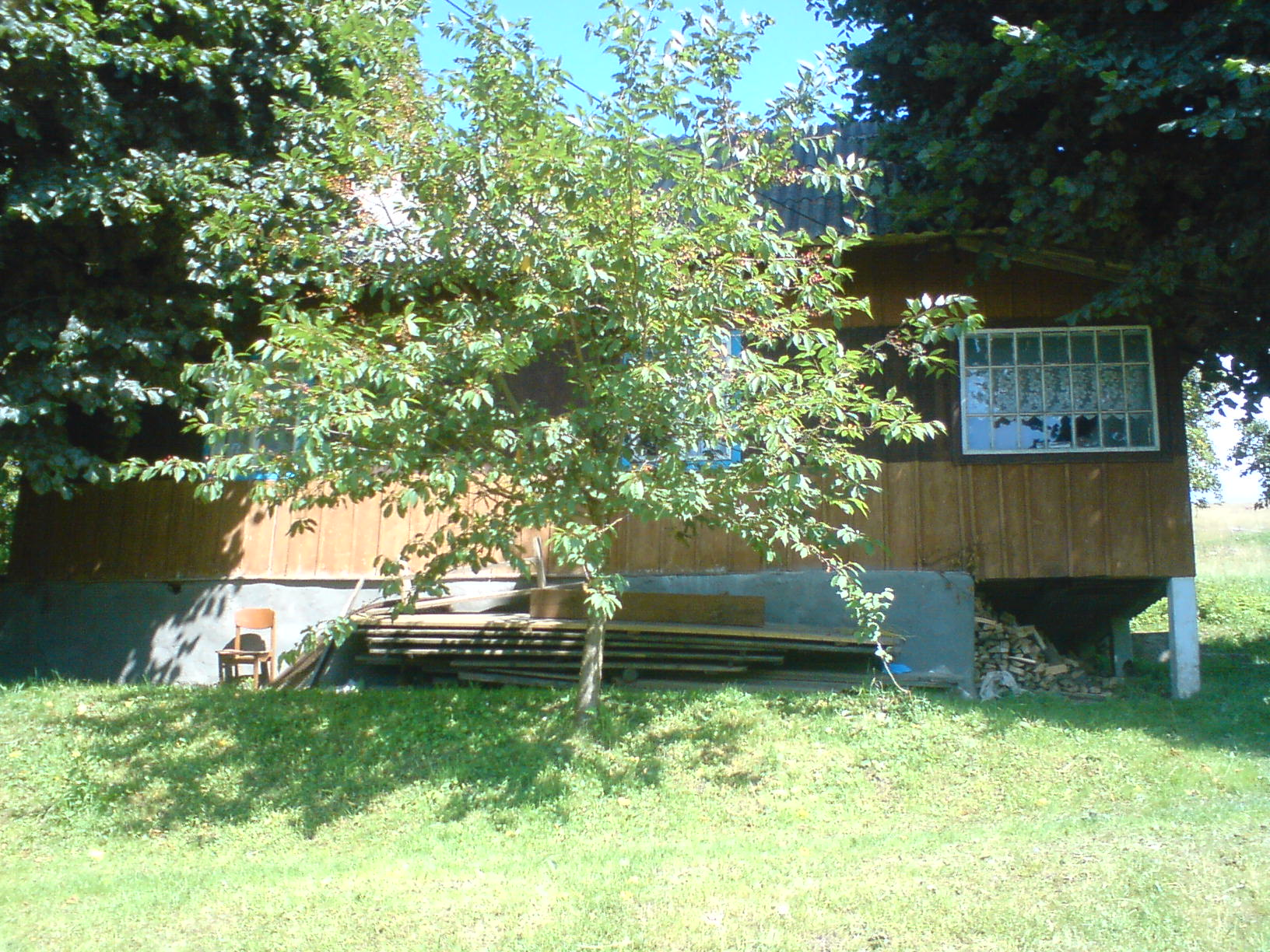
Типова забудова села

Згідно з переписом УРСР 1989 року чисельність наявного населення села становила 944 особи, з яких 464 чоловіки та 480 жінок.
За переписом населення України 2001 року в селі мешкало 986 осіб.

### Мова
Розподіл населення за рідною мовою за даними перепису 2001 року:
| Мова       | Відсоток |
| ---------- | -------- |
| українська | 99,80 %  |
| молдовська | 0,10 %   |
| російська  | 0,10 %   |

## Відомі люди

### Народилися
- Йосиф Будай (нар. 1959) — церковний діяч, священик-василіянин, місіонер, провідник реколекцій, письменник;
- Буричка Ганна (1930 —2023) — самобутня поетеса, зокрема, автор слів гімну с. Жупани;
- Будай Леопольд (Лев) Лукич (1883 — після 1938) — письменник, співробітник часопису «ЛНВ», працював під керівництвом М.Грушевського.
- Тисовський Тарас Ігорович (1989—2022) — солдат 2-ї окремої Галицької бригади Національної гвардії України, учасник російсько-української війни.

### Родові нащадки села
- Жупанський Олег Іванович (нар.1952, с. Космач, Івано-Франківська область) — український поет, перекладач, видавець;
- Жупанський Олексій (нар.1980, Кв., смт Згурівка, Київська область) — письменник, перекладач і видавець.

## Пам'ятки
- Бескид — заповідне урочище (лісове) місцевого значення;
- Бузок угорський — ботанічна пам'ятка природи місцевого значення.